# Holcomycteronus aequatoris
Holcomycteronus aequatoris är en fiskart som först beskrevs av Smith och Radcliffe, 1913.  Holcomycteronus aequatoris ingår i släktet Holcomycteronus och familjen Ophidiidae. Inga underarter finns listade i Catalogue of Life.